# الهيئة العامة للأراضي والمساحة والتخطيط العمراني (اليمن)
الهيئة العامة للأراضي والمساحة والتخطيط العمراني (GALSUP) في اليمن هي مؤسسة حكومية حيوية في اليمن تضطلع بمسؤوليات كبيرة في تنظيم وإدارة الأراضي والعقارات والتخطيط العمراني في البلاد. تأسست الهيئة بهدف حماية الأراضي والممتلكات العامة والخاصة، وتنظيم استخدام الأراضي بما يخدم التنمية المستدامة والمصلحة العامة. يلعب عمل الهيئة دورًا محوريًا في تحقيق الاستقرار العقاري، وتوفير البيئة المناسبة للاستثمار، وتنظيم النمو العمراني في المدن والمناطق الريفية.

## التأسيس والأهداف
تأسست الهيئة العامة للأراضي والمساحة والتخطيط العمراني بموجب القرار الجمهوري رقم (35) لسنة 2006م، الذي قضى بدمج ثلاث مؤسسات سابقة. تعمل الهيئة تحت إشراف وزارة الإنشاءات والإسكان والتخطيط الحضري. تهدف الهيئة إلى تحقيق عدة أهداف رئيسية، منها:
- حصر وتحديد أراضي وعقارات الدولة، ويشمل ذلك وضع الخرائط والعلامات المميزة لها، وصيانتها وحمايتها من الاعتداءات.
- تنظيم التصرف في أراضي وعقارات الدولة بما يضمن حسن استغلالها واستثمارها وتنمية مواردها.
- تنظيم التخطيط العمراني لضمان النمو المنظم للمدن والمناطق، وتوفير البنية التحتية اللازمة.
- فض النزاعات العقارية والمساهمة في تحقيق الاستقرار في ملكية الأراضي.
- تفعيل تشريعات التخطيط العمراني والبناء، ومراجعة وتحديث منظومة التشريعات ذات الصلة.[2]

## المهام والمسؤوليات
تتولى الهيئة العامة للأراضي والمساحة والتخطيط العمراني مجموعة واسعة من المهام والمسؤوليات التي تشمل:
- إدارة الأراضي والسجل العقاري: بما في ذلك تسجيل الأراضي، وإصدار وثائق الملكية، والإشراف على عمليات البيع والشراء والتأجير. وتعتبر إدارة الأراضي والسجل العقاري أحد القطاعات الرئيسية الأربعة في الهيئة.[3]
- المسح والتخطيط: إجراء المسوحات الطبوغرافية والمساحية، وإعداد الخرائط، ووضع المخططات الهيكلية والتفصيلية للمدن والمناطق.[2]
- التخطيط العمراني: وضع السياسات والخطط العمرانية، والإشراف على تنفيذ المشاريع العمرانية، وتحديد استخدامات الأراضي المختلفة (سكنية، تجارية، صناعية، زراعية). وتشمل مهامها تقييم وتحديث المخططات العامة للمدن، ووضع استراتيجية وطنية شاملة للتخطيط العمراني، وتطوير وتخطيط المحميات الطبيعية والمنتجعات السياحية..[2]
- حماية الأراضي: اتخاذ الإجراءات القانونية اللازمة لمنع الاعتداء على أراضي الدولة والممتلكات العامة، واسترداد الأراضي التي تم الاستيلاء عليها بشكل غير قانوني.
- التعاون مع الجهات الأخرى: التنسيق مع الوزارات والهيئات الحكومية الأخرى، وكذلك مع القطاع الخاص والمجتمع المدني، لتحقيق الأهداف المشتركة المتعلقة بالأراضي والتخطيط العمراني.
- أعمال إضافية: تشمل وضع استراتيجيات لتطوير الصناعات الإنشائية ومواد البناء، وإعداد وإصدار الكود اليمني للبناء، ووضع استراتيجيات لمعالجة مشاكل الإسكان، وإعداد مخططات عامة للمدن غير المخططة..[2]

## الهيكل التنظيمي
لتحقيق مهامها المتعددة، تعمل الهيئة العامة للأراضي والمساحة والتخطيط العمراني ضمن هيكل تنظيمي يوزع المسؤوليات على قطاعات متخصصة. يتألف الهيكل التنظيمي للهيئة من أربعة قطاعات رئيسية، وهي:
- قطاع الأراضي: يُعنى بإدارة شؤون أراضي الدولة، وحمايتها، والإشراف على عمليات التصرف فيها.
- قطاع المساحة: يتخصص في أعمال المسح الجيوديسي والخرائطي، وتحديث البيانات المساحية، وتوفير الخرائط اللازمة.
- قطاع التخطيط العمراني: يختص بوضع الخطط العمرانية الشاملة، ومتابعة تنفيذها، وتحديد استخدامات الأراضي في المناطق الحضرية والريفية.
- قطاع السجل العقاري: يُعنى بتسجيل الملكيات العقارية، وحفظ الوثائق الرسمية، وإصدار الصكوك والوثائق التي تثبت حقوق الملكية.

## العلاقة بقانون أراضي وعقارات الدولة اليمني
يعتبر قانون أراضي وعقارات الدولة اليمني رقم (21) لسنة 1995م الإطار القانوني الرئيسي الذي يحكم عمل الهيئة. يحدد هذا القانون صلاحيات الهيئة ومسؤولياتها فيما يتعلق بإدارة أراضي وعقارات الدولة، وينظم عمليات التصرف فيها. من أبرز النقاط التي يغطيها القانون وتؤثر على عمل الهيئة:
- تعريف أراضي وعقارات الدولة: يحدد القانون أنواع الأراضي والعقارات التي تعتبر ملكًا للدولة، بما في ذلك الأملاك العامة والخاصة، والأراضي البور (الغير صالحة للزراعة)، والصحراوية، والشواطئ، والجزر، والمرافق العامة.[5][6]
- حظر الاعتداء: ينص القانون على أن أي اعتداء على أراضي وعقارات الدولة يعتبر اعتداءً على حق الدولة والمجتمع، ويفرض عقوبات على المخالفين.[6]
- إدارة وتصرف الهيئة: يخول القانون الهيئة (المصلحة في نص القانون) مسؤولية إدارة واستغلال أراضي وعقارات الدولة والتصرف فيها وفقًا للخطط والبرامج المعتمدة.[6]
- قواعد التصرف: يحدد القانون القواعد والشروط التي تحكم بيع وتأجير أراضي وعقارات الدولة، مع التأكيد على عدم جواز التصرف فيها بالمجان إلا في حالات محددة.[6] كما يحدد أولويات البيع أو التأجير للأراضي الزراعية والبور (مثل خريجي الكليات الزراعية وصغار المزارعين).[5]
- حماية الأراضي الزراعية والصحراوية: يضع القانون أحكامًا خاصة لتنظيم التصرف في الأراضي الزراعية والبوار والصحراوية، بهدف تشجيع الاستصلاح والاستزراع.[5]
- الجزاءات: يفرض القانون عقوبات على المخالفين لأحكامه، بما في ذلك المعتدين على أراضي الدولة، والموظفين الذين يستغلون وظائفهم للإضرار بممتلكات الدولة.[5]